# 1748 en littérature
| Années de la littérature : 1745 - 1746 - 1747 - 1748 - 1749 - 1750 - 1751    |
| Décennies de la littérature : 1710 - 1720 - 1730 - 1740 - 1750 - 1760 - 1770 |

Cet article présente les faits marquants de l'année 1748 en littérature.

## Événements
- Fin octobre : Montesquieu publie « De l'esprit des lois », qui plaide pour la séparation des pouvoirs dans les gouvernements. L’ouvrage a un immense retentissement, mais est attaqué par les jésuites et les jansénistes, qui critiquent violemment son éloge de la religion naturelle. La Sorbonne hésite à condamner l’ouvrage, mis à l’Index par le pape le 3 mars 1752[1].

## Parutions
- Montesquieu, De l'esprit des loix, vol. 1, Genève, Chez Barrillot & Fils, 1748 (présentation en ligne).
- David Hume, Philosophical Essays Concerning Human Understanding, London, A. Millar, 1748 (présentation en ligne) (« Enquête sur l'entendement humain »).
- Julien Offray de La Mettrie, L'Homme Machine, Leyde, Elie Luzac, Fils, 1748 (présentation en ligne).

### Fictions
- 28 avril : Samuel Richardson, Clarissa, or, the History of a Young Lady, vol. III-IV, London, 1748 (« Clarisse Harlowe »), roman épistolaire[2].
- 10 septembre : Voltaire publie anonymement « Zadig ou la Destinée », conte philosophique[3].
- 21  novembre : John Cleland, Memoirs of a Woman of Pleasure, vol. 1, Londres, G. Fenton, 1748 (présentation en ligne) (« Mémoires de Fanny Hill, femme de plaisir »). Le second volume parait le 14 février 1749[4].

- Friedrich Gottlieb Klopstock fait paraitre dans le Recueil de Bréme (Bremer Beiträge (en)) les trois premiers chants de Der Messias (« La Messiade »), épopée publiée entre 1748 et 1773[5].
- Denis Diderot, Les Bijoux indiscrets, vol. 1, 1748 (présentation en ligne), roman libertin publié anonymement par le libraire Laurent Durand (deux volumes).

- Parution anonyme de Thérèse philosophe : ou mémoires pour servir à l’histoire du Père Dirrag et de Mademoiselle Éradice, vol. 1, La Haye, 1748 (présentation en ligne), en deux parties. Cet ouvrage est un classique de l'édition clandestine érotique du XVIIIe siècle. Attribué à Jean-Baptiste Boyer d'Argens, on a pu soupçonner un temps Diderot d'en être l'auteur.
- Tobias Smollett, The Adventures of Roderick Random, London, J. Osborn, 1748 (présentation en ligne) (« Les Aventures de Roderick Random »), roman picaresque en deux volumes.
- James Thomson, The Castle of Indolence : An Allegorical Poem, Written in imitation of Spenser, London, Andrew Millar, 1748 (présentation en ligne) (« Le Château d'Indolence »), poème allégorique.